# Летописец небесных знамений (монография)
«Летописец небесных зна́мений» (полное название — «Летописец небесных зна́мений: лицевой рукописный сборник XVII века из собрания Библиотеки Российской академии наук») — двухтомная монография двух российских палеографов, текстологов, археографов, исследователей памятников древнерусской литературы и книжности — Г. В. Маркелова и А. В. Сиренова.
В данной монографии факсимильно воспроизведён и исследован хранящийся в Рукописном отделе Библиотеки Академии наук, в собрании И. И. Срезневского, рукописный сборник-конволют XVII века энциклопедического содержания, входящий в состав Сборника II, 119 (24.5.32). Авторы работы за своё исследование в 2020 году награждены учреждённой Российской академией наук премией имени А. Н. Веселовского.

## Библиографические данные
- Летописец небесных зна́мений: лицевой рукописный сборник XVII века из собрания Библиотеки Российской академии наук. В 2 т. / Изд. подгот. Г. В. Маркелов и А. В. Сиренов. — СПб.: Изд. Пушкинского Дома, 2018. — ISBN 978-5-87781-060-0
  - Т. 1. Факсимильное воспроизведение сборника. — 588 с. — ISBN 978-5-87781-062-4
  - Т. 2. Тексты, исследование, комментарии. — 528 с. — ISBN 978-5-87781-062-5

Двухтомник вышел под тремя грифами: Института русской литературы (Пушкинский Дом) РАН, Санкт-Петербургского института истории РАН, Библиотеки Российской академии наук.

## Содержание
Издание вводит в научный оборот памятник русской литературы начала XVII в. — лицевой рукописный сборник-конволют энциклопедического содержания, хранящийся с середины XIX века в Рукописном отделе Библиотеки Академии наук, в собрании учёного-слависта И. И. Срезневского. Рукопись входит в состав другого конволюта — Сборника II, 119 (24.5.32).
В первом томе монографии факсимильно воспроизводится рукопись сборника-конволюта. Во втором томе сделана научная публикация древнерусского текста. Том предваряет «Предисловие», в котором сделано палеографическое и кодикологическое описание рукописи, обзор её содержания и иллюстраций (сюжеты, графические композиции, иконографические традиции, техники исполнения), устанавливаются источники текста, обобщаются сведения об авторе-составителе сборника, история бытования и изучения памятника книжности. В общей части второго тома произведено постатейное описание рукописи. Больше половины тома занимают развёрнутые историко-литературные и исторические комментарии, содержащие палеографический и кодикологический анализ текста. Комментарии дополняют свыше 500 иллюстраций. Пояснения к текстам включают их атрибуции, историко-литературные и исторические комментарии.
Казанский книжник-энциклопедист привлёк при создании своего кодекса, как установили Г. В. Маркелов и А. В. Сиренов, чрезвычайно широкий круг самых разнообразных историографических текстов. Научно-справочный аппарат книги содержит именной, предметно-тематический и географический указатели.

## Отзывы
Монография получила положительные отклики. Водолазкин Е. Г. сказал, что «уровень издания, уровень работы с текстом, комментариев […] — это уровень академика Лихачёва». Сазонова Л. И. в рецензии написала, что «Данной публикацией пополнился немногочисленный ряд факсимильных изданий летописных памятников русского Средневековья и раннего Нового времени (Радзивиловская летопись, XIII в.; Лицевой летописный свод XVI в.; Ремезовская летопись, конец XVII — начало XVIII вв.)». В представлении Отделения историко-филологических наук РАН в Президиум РАН проекта постановления Президиума РАН о присуждении авторам монографии премии имени А. Н. Веселовского было сказано, что исследование манускрипта ими было выполнено на высоком профессиональном уровне.

## Финансирование
Исследование осуществлено при финансовой поддержке РФФИ.
Монография опубликована благодаря финансовой поддержке К. А. Бабкина.